# Voltaire (cràter)
Voltaire és un cràter d'impacte de 3 km de diàmetre present a la superfície Deimos, el més petit dels satèl·lits naturals de Mart.
El cràter Voltaire rep el nom de François-Marie Arouet, escriptor de la Il·lustració francesa més conegut pel nom de Voltaire, que en el seu conte filosòfic Micromégas (1752) va predir que Mart tenia dues llunes. És una de les dues característiques superficials de Deimos que han rebut un nom oficial (l'altre és el cràter Swift).
El 10 de juliol de 2006, la sonda espacial Mars Global Surveyor de la NASA va prendre una fotografia de Deimos a una distància de 22.985 km que mostra els cràters Voltaire i Swift.